# 卡爾·羅滕堡

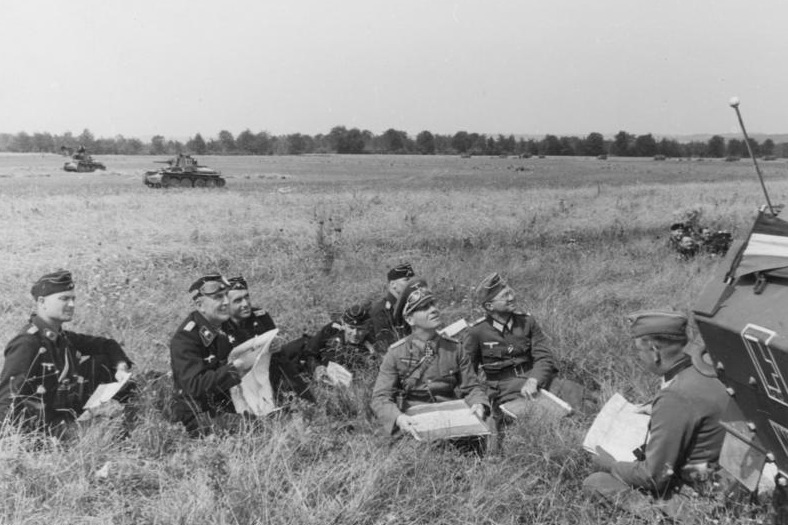
法國戰役期間的第7軍將領，罗滕堡為左二，隆美爾為右三

卡尔·爱德华·奥古斯特·羅滕堡（德語：Karl Eduard August Rothenburg，1894年6月8日-1941年6月28日）是第二次世界大战期间德国国防军的一名將領。他是功勛勛章（第一次世界大战）和纳粹德国骑士铁十字勋章的获得者。在两次大战之间，他曾担任警察部队的指挥官（由於凡爾賽條約的限制），後于1934年返回国防军。在第二次世界大战期间，他是第7装甲师的主力、第25装甲团的指挥官。1941年6月28日，羅滕堡在巴巴羅薩計劃入侵苏联的六天后在白俄罗斯明斯克附近阵亡，死後被追授为少将。